# Erling Olsen
Erling Heymann Olsen, född 18 april 1927 i Köpenhamn, död 27 juni 2011, var en dansk professor i nationalekonomi och socialdemokratisk politiker. Han var bostadsminister i Anker Jørgensens tredje-, fjärde- och femte regering (1978-1982), justitieminister i Poul Nyrup Rasmussens första regering (1993-1994) samt Folketingets talman (1994-1998).

## Bakgrund och akademisk karriär
Erling Olsen var son till historikern Albert Olsen (1890-1949) och kvinnorättskämpen Agnete Olsen, född Bing (1905-1990). Han var bror till riksantikvarien Olaf Olsen och bankdirektören Sverre Olsen. Han växte upp i Århus och Köpenhamn, men tvingades fly med sin familj till Sverige under andra världskriget eftersom hans mor var judinna. Han tog studentexamen från Danska skolan i Lund 1945 och studerade sedan ekonomi vid Köpenhamns universitet. Han blev cand. polit. 1953 och arbetade som sekreterare på Det Økonomiske Sekretariat (1954-1959), som hör under det danska finansdepartementet (da: Finansministeriet). Han arbetade samtidigt som undervisningsassistent på Köpenhamns universitets ekonomiinstitut (1955-1958). Han blev sedan lektor (1958-1970), gjorde studieuppehåll i USA (1962-1963) och Sverige (1966-1967), samt ledande senior i Studenterforeningen (1969-1970). Han blev professor i nationalekonomi 1970 med avhandlingen International trade theory and regional income differences. United States 1880-1950, i vilken han försökte påvisa hur bristfällig handeln är när det gäller att utjämna regionala skillnader med USA som exempel. Han verkade en kort tid som professor på det nyupprättade Roskilde Universitetscenter (1970-1971) innan utbildningsminister Helge Larsen utsåg honom till skolans rektor 1970. Här införde han projektorienterad undervisning, baserat på grupparbete, men blev inte omvald vid det första rektorsvalet 1973. Han fortsatte dock som professor till 1982.
Olsen skrev flera böcker inom ekonomi. Han har skrivit läroböckerna Danmarks økonomiske historie siden 1750 (1962), Dansk pengehistorie 1914-31 (1968) och Statistik for Historikere (1976). Tillsammans med partikamraten och folketingskollegan Robert Pedersen har han skrivit böckerna Fremskridtspartiet - ikke realistisk - ikke sympatisk (1976), i vilken de angrep partiets ideologi, Like to know something about Denmark? (1977) och Den barberede Marx (1979), i vilken de försökte påvisa att den danska socialdemokratin inte bygger på marxistiska teorier samt att Marx idéer inte är praktikabla. De har dessutom skrivit Når højrebølgen ebber ud (1985) och Den røde Tråd (1995).
Vid sidan om sin akademiska karriär hade Olsen även en framgångsrik politisk karriär. Han blev invald i Folketinget första gången 1964 för Gentoftes valkrets, som var och är en stark valkrets för Det Konservative Folkeparti. Han lämnade sitt mandat 1966-1967 för att kunna genomföra sitt studieuppehåll i Sverige. Han blev inte omvald 1968 och bytte därmed till Ryvangs valkrets 1970. Han blev invald igen 1971 och utsågs till ledamot i finansutskottet (1972-1973), men också denna mandatperiod blev kort eftersom Socialdemokratiet gjorde en stor valförlust i 1973 års folketingsval. Han utsågs dock av regeringen som ordförande för Hovedstadsområdets trafikråd (1973-1978) och högsta ansvarig för reorganiseringen av kollektivtrafiken i Köpenhamnsområdet. Resultatet blev en rationalisering av verksamheten och åtskilliga sammanslagningar till ett bolag, Hovedstadens Trafikselskab, vilket benämns som ”HT-ordningen”.

## Bostadsminister
Olsen blev återvald i Folketinget 1975 och blev åter ledamot i finansutskottet (1975-1978) samt partiets politiska ordförande (1977-1978). I samband med att Anker Jørgensen bildade en koalitionsregering mellan Socialdemokratiet och Venstre 1978 utsågs Olsen till bostadsminister. Som sådan vidareutvecklade han bl.a. företrädaren Helge Nielsens reformer om ekonomiska bidrag till energisparande åtgärder vid bostadsbyggen. Han satte sig ofta emot regeringens ekonomiska politik och stoppade ett avtal om ränteavdrag mellan Socialdemokratiet, Socialistisk Folkeparti, Venstresocialisterne och Det Radikale Venstre. Han publicerade även starkt satiriska artiklar om regeringen och Socialdemokratiet i Ekstra Bladet under pseudonymen Dr. Mefisto, där han också delgav information från ministermötena. Han ifrågasatte även Anker Jørgensens politiska kurs och förmåga att leda partiet. Han blev till slut avslöjad, men Anker Jørgensen valde trots det att behålla honom i regeringen. I mars 1981 lade han fram ett kontroversiellt förslag om att ge utomeuropeiska invandrare möjlighet att bilda egna stadsdelar, där högst tio procent av befolkningen utgjordes av ”etniska danskar”. Syftet sades vara att förhindra konflikter mellan infödda och nytillkomna invånare. Förslaget fick dock inget stöd av vare sig Socialdemokratiet eller oppositionspartierna.

## Justitieminister
I september 1982 avgick Anker Jørgensens regering utan att nyval utlystes. Olsen återgick som ordinarie folketingsledamot och återtog sin plats i finansutskottet 1984. Han innehade denna till 1993 och var utskottets vice ordförande 1988-1993. Han var även rådgivare för Kreditforeningen Danmark (1983-1993) om finansiering av byggexport samt ordförande av Kredit Danmarks avdelning i Paris (1989-1993). Under 1980-talet var han inom partiet en del av grupperingen Olsen-banden (också kallad Oberstklubben), som tillsammans med LO-toppen försökte göra Folketingets talman, Svend Jakobsen, till partiledare efter Anker Jørgensens avgång 1987. Anledningen var att Jakobsen politiskt stod mer åt mitten än vad Anker Jørgensen och dennes efterträdare Svend Auken gjorde. Detta försök misslyckades dock, men redan 1992 ersattes Auken av Poul Nyrup Rasmussen som kunde bilda regering året därpå. Olsen utsågs då till justitieminister och kom att hamna i visst blåsväder i samband med folkomröstningen om Edinburghavtalet, då det uppstod massiva oroligheter på Nørrebro. Polisen började skjuta mot demonstranterna, första gången i fredstid i Danmark, men till en början avvisade Olsen att genomföra en närmare undersökning av händelsen. Efter påtryckningar från pressen, lokalpolitiker och organisationer tog Olsen ett beslut om att en undersökning skulle genomföras. Det genomfördes sammanlagt sex undersökningar av olika instanser, då varje undersökning ansågs vara otillräcklig.
Som Folketingets talman (1994-1998) stod han bakom den s.k. Olsen-planen, som innebar moderniseringar av Folketingets organisation och arbetsformer. Den blev endast delvis genomförd, då den mer eller mindre övergavs efter att han gick på pension.